# Héraut
Pour les articles ayant des titres homophones, voir héros, Ayrault, Hérault et héro.

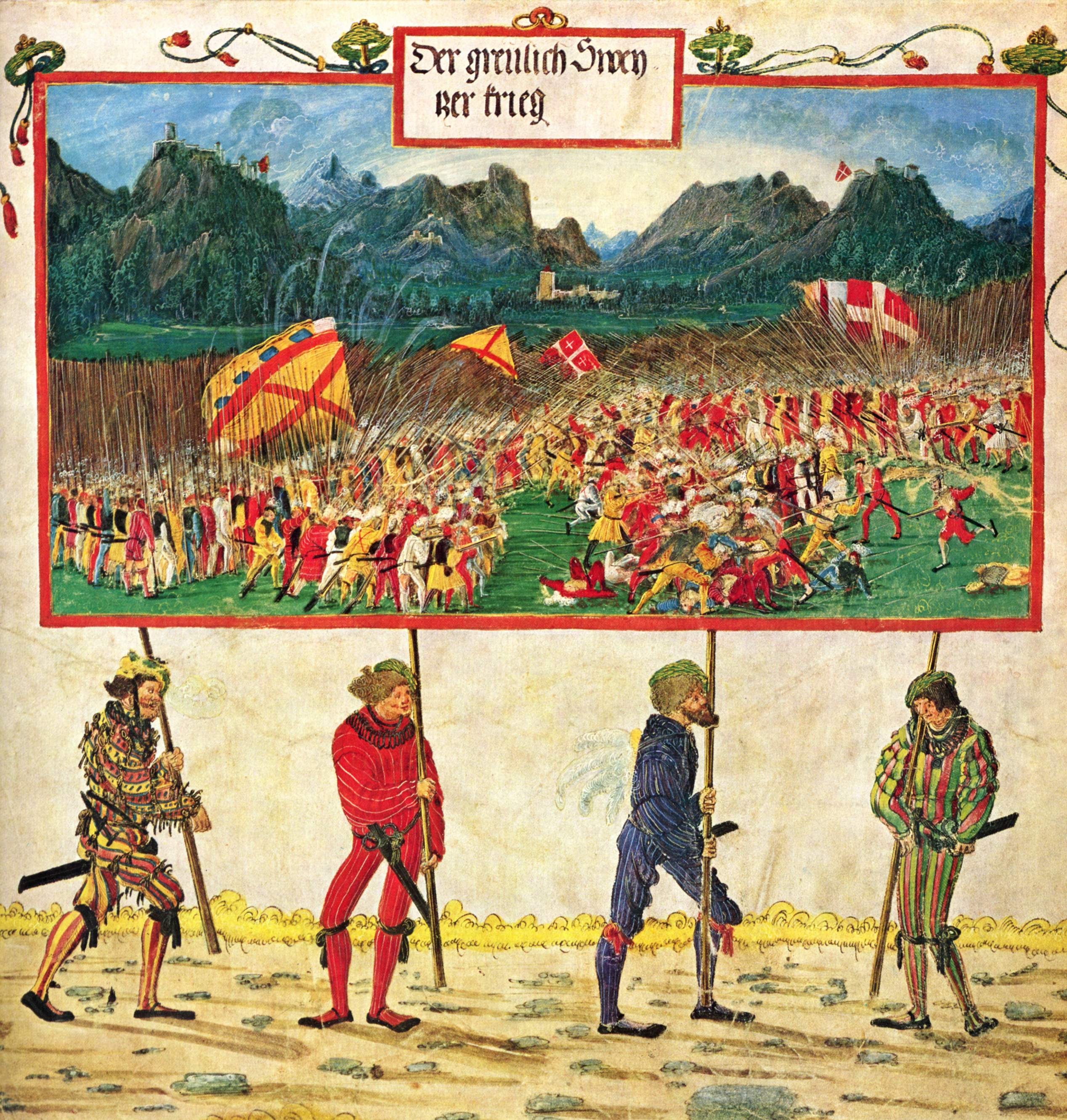
Hérauts portant le triomphe de l'empereur Maximilien à la bataille, par Albrecht Altdorfer.

Un héraut ou héraut d'armes est un officier de l'office d'armes, chargé de faire certaines publications solennelles ou de porter des messages importants. On le reconnaît généralement au tabar dont il est vêtu.
Il existe quatre grades au sein de l'office d'armes :
- le roi d'armes qui supervise une marche d'armes ;
- le maréchal d'armes qui le seconde et est amené à le remplacer ;
- le héraut proprement dit ;
- le poursuivant d'armes, qui est un apprenti héraut.

## Origine
Chez les Grecs, ils sont appelés κήρυκες / kếrukes et chez les Romains fetiales, mais rien ne permet de prouver qu'il existe un lien entre ces officiers et les hérauts qui apparaissent au Moyen Âge. Ce lien semble avoir été créé au XVe siècle par les hérauts eux-mêmes afin de prouver l'ancienneté et la noblesse de leur office à une période où celui-ci était remis en cause.
Apparus vraisemblablement au XIIe siècle (on relève une mention tirée de Chrétien de Troyes datant de la fin du XIIe siècle), les hérauts d'armes sont intimement liés au développement de l'héraldique.
Issus des rangs des jongleurs et ménestrels, les officiers d'armes se spécialisèrent dans les tournois, les joutes ou encore les pas d'armes. Ils les annonçaient, y menaient les chevaliers et les commentaient.
À l'origine, ils n'étaient pas liés à un noble en particulier et menaient une vie d'errance, contribuant ainsi au renom de divers chevaliers. Au XIVe siècle, les grands seigneurs prennent à leur service plusieurs hérauts d'armes afin d'étaler leur puissance : plus un seigneur avait de hérauts d'armes, plus ils étaient considérés comme un symbole de puissance. Ils relataient leurs faits d'armes partout où ils se rendaient.
Ce rôle eut une influence notable sur l'office. En effet, toute l'organisation du groupe est liée aux tournois. Tout d'abord la distinction des officiers selon leurs marches d'armes correspond aux divisions territoriales des groupes de chevaliers dans les tournois. Ensuite, la hiérarchie de l'office d'armes est également assujettie, du moins sur le plan symbolique, à la chevalerie et aux tournois. En effet, comme le rappelle Olivier de la Marche dans ses mémoires, il faut sept ans à un poursuivant d'armes pour pouvoir devenir héraut. Cette durée correspond au temps nécessaire à un écuyer pour devenir chevalier.

## En France

### L'âge d'or
Ce rôle en matière de tournois fit d'eux des experts en blasons, ce qui leur permit d'avoir des fonctions militaires officialisées au début du XIVe siècle comme le montre l'ordonnance prise par Philippe le Bel en 1306 sur le gage de bataille. En effet, il n'y avait pas d'uniforme dans l'ost féodal, et les combattants ne se reconnaissaient que par les armoiries figurant sur les bannières, les pennons ou les écus.
La connaissance des blasons acquise en fréquentant les tournois permettait aux officiers d'armes de reconnaître rapidement les protagonistes et de saisir le déroulement des batailles. Ceci les rendait fort précieux, notamment au XIIIe siècle où les armoiries se sont individualisées. Ainsi, ils se fixèrent auprès de seigneurs en conservant certaines spécificités héritées de leur ancien statut d'errant, par exemple des fonctions de messageries et d'annonces facilitées par les immunités dont ils jouissaient (en particulier le droit de circuler librement partout où ils se rendaient). Ils acquirent aussi de nouvelles compétences, notamment dans la définition des règles en matière d'héraldique et la composition des armoriaux.

### Déclin de la fonction
En janvier 1407, une chapelle des rois d'armes et hérauts du royaume de France est fondée au Petit-Saint-Antoine à Paris, avec la permission du commandeur des frères de Saint-Antoine. À ces hérauts était affectée une chapelle fermée de grilles située derrière le maître-autel avec permission de la décorer, d'y placer des sièges et des coffres (pour des vêtements, des objets liturgiques ou autres, peut-être des archives) et même de s'y faire inhumer. Des messes et des services étaient prévus, pour les vivants et les morts. C'était là la création d'un collège ou d'une confrérie.
Selon les contemporains, le XVe siècle est à la fois un âge d'or et une période de crise pour l'office d'armes. Sans doute, le droit reconnu au moindre capitaine de s'attacher les services d'un poursuivant y est pour beaucoup. En effet, cette mesure a vraisemblablement entraîné une multiplication des poursuivants d'armes, parfois recrutés parmi des gens indignes de cet office selon leurs pairs, « de vielz menestrels qui ne poient plus corner » comme le dit le héraut Sicile. Mais, ce qui a le plus fragilisé le corps des officiers d'armes au XVe siècle est sans doute le passage de l'ost médiéval à une armée permanente soldée.
À partir de 1445, en France, les compagnies d'ordonnances se substituent aux contingents de vassaux se ralliant à la bannière de leur seigneur. Le rôle militaire des officiers d'armes disparaîtra complètement après la guerre de Trente Ans, puis leur rôle héraldique disparaîtra en 1615, date de la création du juge d'armes. Paradoxalement, cette période de déclin décriée par les hérauts du XVe siècle semble, à nos yeux, être l'apogée de l'office d'armes. En effet, il n'est qu'à prendre l'exemple de la constitution du collège héraldique français en 1406 ou encore celui des requêtes présentées aux princes présents au congrès d'Arras de 1435, pour comprendre que les hérauts représentaient un corps assez important et reconnu au XVe siècle.
S'il y a déclin de l'office d'armes, celui-ci semble davantage se situer au XVIe siècle. Ceci est sans doute dû à une conjonction de facteurs dont le principal semble être le passage du système féodal à l'État moderne qui transfère toutes les dignités au monarque et retire à la noblesse son caractère militaire. Ce mouvement s'amplifiera au XVIIe siècle et l'office d'armes perdra ses principales prérogatives. Leur rôle héraldique disparaîtra en 1615, date de la création du juge d'armes. En 1627, le collège héraldique perdit son indépendance et fut rattaché à la grande écurie royale après la suppression de la connétablie.
Quelque temps plus tard, ce sont leurs fonctions militaires qui seront remises en cause : Louis XIII sera le dernier roi de France à s'entourer de hérauts pendant la guerre de Trente Ans. Enfin, leur rôle de maîtres de cérémonies leur sera retiré au profit de l'introducteur des ambassadeurs. Par la suite, l'office d'armes réduit, semble-t-il, à un simple élément de la pompe impériale et monarchique, subsistera en France jusqu'en 1830. Ainsi, des officiers d'armes participèrent à l'ouverture des États généraux de 1789, au sacre de Napoléon Bonaparte en 1804, aux funérailles de Louis XVIII et au sacre de Charles X en 1825. On les mentionne une dernière fois, en France, à la tête du cortège du Te Deum célébrant la prise d'Alger le 11 juillet 1830,.

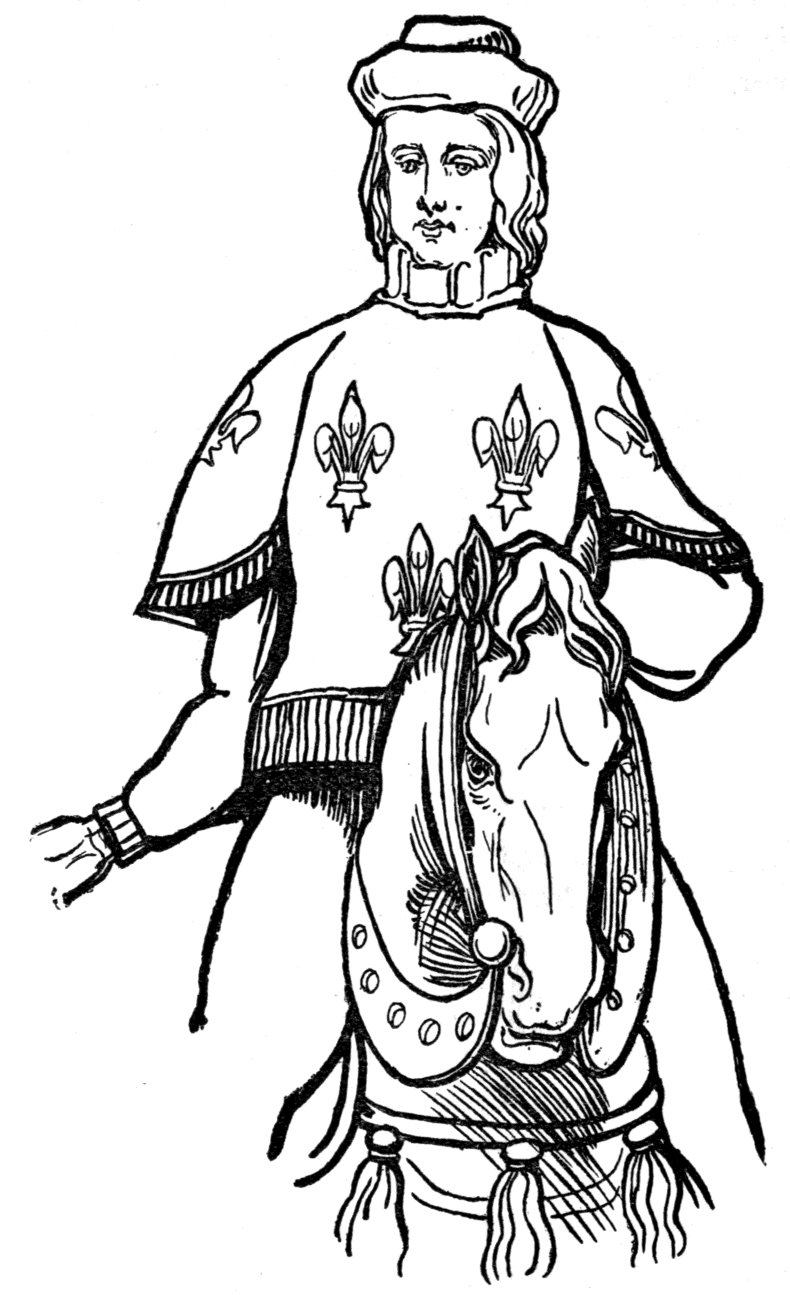
Héraut français au début du XVe siècle
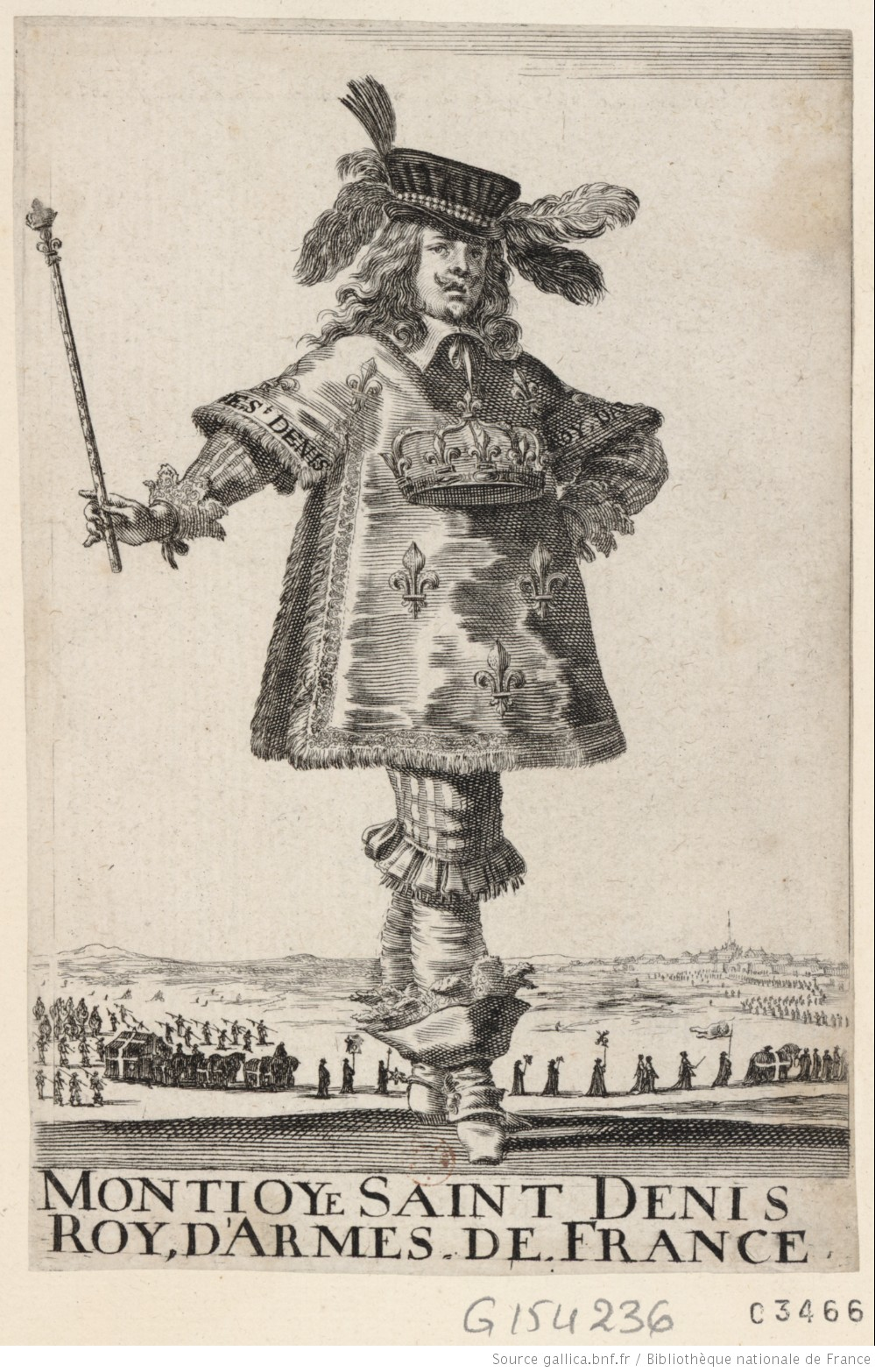
Roi d'armes français au XVIIe siècle
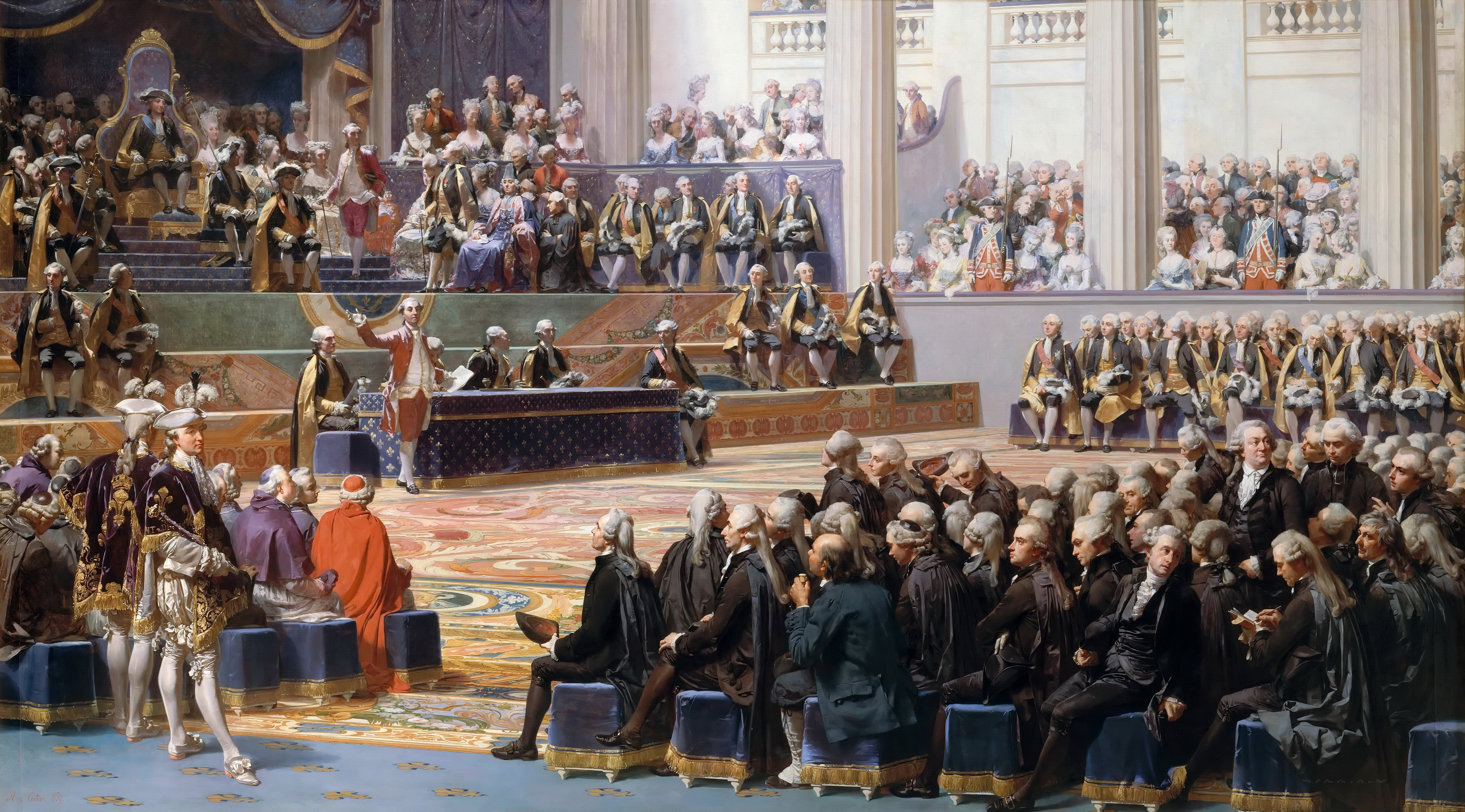
Deux hérauts à l'ouverture des états généraux en 1789 (en bas à gauche)
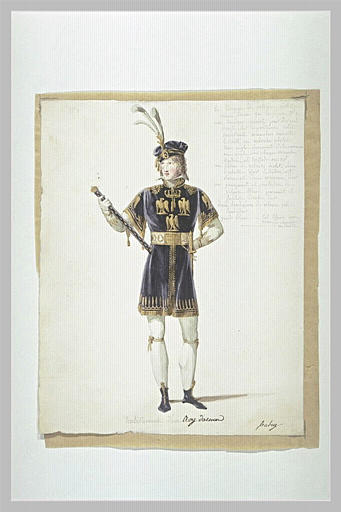
Roi d'armes français au début du XIXe siècle

## Dans les monarchies européennes
Certains pays monarchiques disposent encore de hérauts d'armes, notamment l'Angleterre où ils prirent part au couronnement d'Élizabeth en 1953, le Canada, l'Écosse (Lord Lyon), l'Espagne où ils participèrent à la proclamation de Juan Carlos en 1975 et l'Irlande.
Aux Pays-Bas, des hérauts d'armes figurent seulement pendant la cérémonie d'inauguration du roi[réf. nécessaire].